# Перенесение и чудеса святой Варвары
Перенесение и чудеса святой Варвары (лат. Translatio et miracula sanctae Barbarae) — написанное на латинском языке неизвестным братом Тевтонского ордена сочинение о переносе в Кульм мощей св. Варвары и бывших при этом чудесах. Сохранилось в рукописях XIV—XV вв.

## Издания
- Translatio et miracula sanctae Barbarae // Scriptores rerum Prussicarum. Bd. 2. Leipzig. 1863.

## Переводы на русский язык
- Перенесение и чудеса святой Варвары в переводе А. С. Котова на сайте Восточная литература